# Aspergillus glaber
Aspergillus glaber är en svampart som beskrevs av Blaser 1976. Aspergillus glaber ingår i släktet Aspergillus och familjen Trichocomaceae.   Inga underarter finns listade i Catalogue of Life.